# Лоренц, Фёдор Карлович
Фёдор Карлович Лоренц (1842—1909) — учёный-орнитолог, основатель московской школы таксидермии.

## Биография
Его отец, текстильный мастер, родом из Саксонии, переехал сначала в Москву, где окончив трёхклассное училище, в 1858 году Лоренц стал работать в одной известной музыкальной фирме. Затем вместе с отцом, переехал в Богородский уезд. К этому периоду времени, 1860-х годов, и относятся все ранние биологические заметки, разбросанные в позднейших сочинениях Лоренца, а также первые попытки сохранить добытые на охоте экземпляры путём художественного их препарирования. И вместо красильного производства Ф. К. Лоренц основал фирму, которой впоследствии суждено было занять совершенно исключительное положение — коммерческой таксидермистской студии. Фирма выпускала чучела глухарей, куропаток, хищных птиц, белок, зайцев и медведей, которые распространялись по биологическим музеям России, а также попадали в коллекции состоятельных людей. Отличительный «фирменный» знак мастерской Лоренца таков, что чучела стоят либо на овальной, либо на прямоугольной подставке — её мы называем медальоном, но обязательно черного цвета. В 1872 году на Политехнической выставке в Москве были представлены биогруппы, представляющие собой мастерски выполненные чучела животных, помещённые в живописные микроландшафты и закрытые стеклом.
Лоренц опубликовал более сорока научных работ по орнитологии и, кроме того, регулярно печатался в журнале «Природа и охота» и «Охотничьей газете». Его научные интересы были сосредоточены, в основном, на цветовых вариациях и помесях тетеревиных птиц — недаром самой знаменитой его учёной работой считается цветной атлас «О выродках тетеревов». На основе тридцатилетних наблюдений им была написана книга «Птицы Московской губернии». Им было также составлено сочинение о северокавказских птицах. Изданием своих печатных трудов Лоренц приобрёл широкую известность среди зоологов-специалистов и, как член трёх императорских учёных обществ, пользовался глубоким уважением в университетской среде.
После смерти Ф. К. Лоренца, для сохранения его орнитологической коллекции, Александр Федорович Котс предложил наследникам Лоренца себя в качестве финансового директора фирмы, с тем, чтобы жалование ему платили чучелами. Стараниями А. Ф. Котса и наследников Лоренца в 1910 году в Вене вышла первая часть атласа тетеревиных с 24 цветными таблицами.
 Ф. Э. Плеске в «Орнитологическом вестнике» писал:

При просмотре этого первого выпуска роскошно изданной монографии невольно перед нами воскресает идеальная личность покойного художника-натуралиста. Невольно приходится дивиться тому количеству энергии, заботливости, а главное — безграничной любви к научному делу, которые нужно было вложить в этот труд, результат почти полувековой деятельности

Это издание получило на Первой Международной охотничьей выставке в Вене золотую медаль. Однако следующих выпусков не последовало.
По воспоминаниям академика М. А. Мензбира

всё представлявшее научный интерес им предлагалось прежде всего Московскому университету, московским зоологам, отчасти Зоологическому музею Академии наук или оставлялось для себя, но в продажу предназначались или обыкновенные предметы, или дублеты более редких, после того как местные специалисты уже имели оригиналы. Равным образом Ф. К. с удивительной готовностью работал на провинциальные естественно-исторические музеи и собирал систематизированные коллекции для любителей

В ноябре 2010 года при реставрации чучела гориллы в Дарвиновском музее были обнаружены рукописи, в частности — письмо от 20 января 1883 года, адресованное таксидермической мастерской Лоренца, «к милостивому Государю обращается с покорнейшей просьбой Уманское училище земледелия…», где директор училища просил, чтобы мастерская Лоренца прислала чучело.
Ф. К. Лоренц умер 5 октября 1909 года и был похоронен на Введенском кладбище в Москве; могила утрачена.